# Aroldo Góes
Aroldo da Graça Sousa Góes, mais conhecido como Aroldo Góes, (Almeirim, 17 de maio de 1948) é um técnico administrativo e político brasileiro, outrota deputado federal pelo Amapá.

## Dados biográficos
Filho de Enéas de Siqueira Góis e Íris de Sousa Góis. Diretor do Instituto Nacional de Colonização e Reforma Agrária (INCRA) no Pará por três anos a partir de 1969, formou-se técnico administrativo no Colégio Nóbrega em Belém no ano de 1972. Eleito vereador em Macapá via ARENA em 1976, migrou para o PDS quando o governo do presidente João Figueiredo restaurou o pluripartidarismo. Reeleito vereador em 1982, migrou para o PDT em 1985, ano de instauração da Nova República. Candidato a prefeito de Santana em 1988, não venceu o pleito. Eleito deputado federal pelo Amapá em 1990, votou a favor do impeachment de Fernando Collor em 1992, mas não foi reeleito em 1994 nem conquistou um novo mandato via PSDB em 1998.
Secretário de Meio Ambiente da prefeitura de Santana durante a administração de Judas Tadeu de Almeida Medeiros, fundou uma empresa de consultoria agropecuária e deixou a política. Um de seus irmãos, Waldez Góes, foi eleito governador do Amapá em 2002, 2006, 2014 e 2018, enquanto Roberto Góes, elegeu-se deputado federal pelo respectivo estado em 2014.